# Loihi

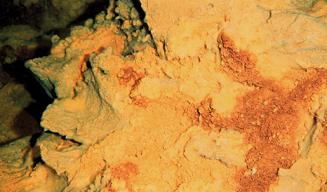
Roccia lavica gialla coperta di ossido di ferro sul fianco del Loihi

Il Loihi (in hawaiano Lōʻihi) è un vulcano sottomarino attivo situato a circa 35 km al largo della costa sudorientale dell'Isola di Hawaii. Giace sul fianco del Mauna Loa, il più grande vulcano a scudo della Terra. Il Monte Loihi rientra nella categoria delle montagne marine, monti sottomarini che si elevano sulla crosta oceanica senza tuttavia raggiungere la superficie a livello del mare.
Si tratta del vulcano di più recente formazione all'interno della catena sottomarina Hawaii-Emperor, una serie di vulcani che si estende per oltre 5.800 km a nordovest del Loihi e dell'Isola di Hawaii. Diversamente dalla maggior parte dei vulcani attivi dell'Oceano Pacifico che compongono i margini attivi della placca sulla Cintura di fuoco del Pacifico, il Loihi e gli altri vulcani della catena sottomarina Hawaii-Emperor sono vulcani posti su punti caldi e che si sono formati a grande distanza dal più vicino confine tra le placche. I vulcani delle Isole Hawaii sorgono dal punto caldo delle Hawaii, e come vulcano più giovane della catena, il Loihi è il solo vulcano hawaiano allo stadio di sviluppo prescudo nelle profondità sottomarine. Il Loihi cominciò a formarsi intorno a 400.000 anni fa e ci si aspetta che comincerà ad emergere al di sopra del livello del mare fra circa 10.000–100.000 anni da ora. Alla sommità, il Monte Loihi si eleva ad oltre 3.000 m sul livello del fondo marino, il che lo rende più alto di quanto fosse il Monte Sant'Elena prima della sua catastrofica eruzione del 1980. Una variegata comunità microbica risiede intorno alle molte sorgenti termali del Loihi.
Nell'estate del 1996, uno sciame di 4.070 terremoti fu registrato presso il Loihi. Questa serie comprendeva più terremoti di qualsiasi altro sciame nella storia hawaiana. Lo sciame alterò da 10 a 12 km² della cima del monte sottomarino; una sezione, le "Bocche di Pele" (Pele's Vents), crollò interamente su sé stessa e formò una struttura rinominata "Fossa di Pele" (Pele's Pit). Il vulcano è rimasto relativamente attivo dallo sciame del 1996 ed è monitorato dalla National Oceanic and Atmospheric Administration (NOAA) e dallo United States Geological Survey (USGS). Tra il 1997 ed il 2002 l'Osservatorio Geologico Sottomarino delle Hawaii (HUGO) fornì dati in tempo reale sul Loihi. Il vulcano eruttò nel 1996, prima di uno sciame sismico estivo.

## Caratteristiche

### Geologia
Come già accennato, il Loihi è una montagna marina, o vulcano sottomarino, sul fianco del Mauna Loa, il più grande vulcano a scudo della Terra. È il più recente vulcano creato dal punto caldo delle Hawaii nell'estesa catena sottomarina Hawaii-Emperor. La distanza tra la cima del più antico Mauna Loa e la cima del Loihi è di circa 80 km, che è, per una coincidenza, anche il diametro approssimativo del punto caldo hawaiano. Il Loihi consiste in un'area sommitale con tre crateri a fossa o di subsidenza, una zona di rift lunga 11 km che si estende a nord dalla sommità, e una seconda zona di rift lunga 19 km che si estende a sud-sudest dalla sommità.
I crateri della sommità sono denominati West Pit ("Fossa ovest"), East Pit ("Fossa est") e Pele's Pit ("Fossa di Pele"). Pele's Pit è il cratere più giovane di questo gruppo ed è localizzato presso la parte meridionale della sommità. Le pareti di Pele's Pit raggiungono l'altezza di 200 m e furono formate nel luglio 1996, quando il cratere predecessore, Pele's Vent, un campo idrotermale vicino alla sommità del Loihi, crollò in un'ampia depressione. Le spesse pareti del cratere del Pele's Pit - che misurano in media 20 m di ampiezza, insolitamente spesse per i crateri vulcanici hawaiani - suggeriscono che i suoi crateri si siano riempiti di lava molteplici volte in passato.

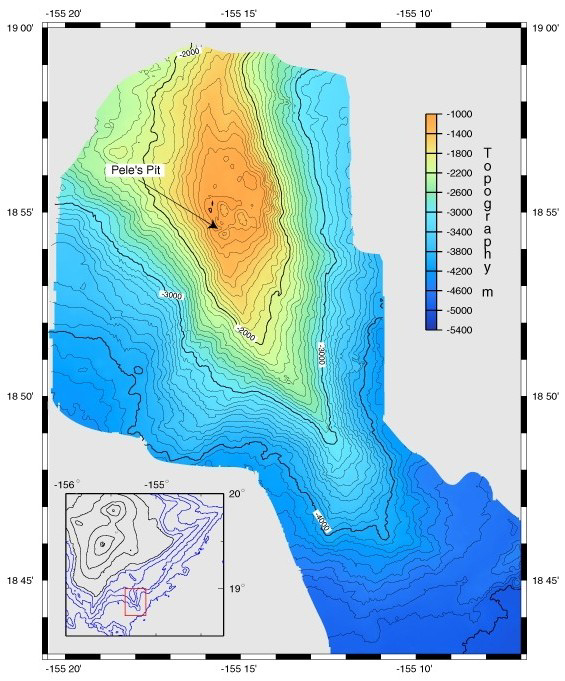
Mappatura batimetrica del Loihi; le frecce puntano a Pele's Pit.

Le zone di rift del Loihi con orientamento nord-sud creano una caratteristica forma allungata, da cui deriva il nome hawaiano del vulcano, che significa "lungo". La zona di rift nord consiste di una porzione occidentale più lunga e di una zona di rift orientale più corta. Le osservazioni mostrano che le zone di rift sia nord che sud mancano della copertura di sedimenti, il che indica un'attività recente. Un rigonfiamento nella parte occidentale della zona di rift nord contiene tre rilievi a forma di cono di 60–80 m.
Fino al 1970, si pensava che il Loihi fosse un vulcano inattivo trasportato dall'espansione del fondale oceanico nella sua attuale collocazione. Il fondo marino sotto le Hawaii ha 80-100 milioni di anni e fu creato presso la Dorsale del Pacifico orientale, un centro di espansione oceanica dove il nuovo fondo marino si forma a partire dal magma che erutta dal mantello. La nuova crosta oceanica si allontana dal centro di espansione. Lungo un periodo di 80-100 milioni di anni, il fondo marino sotto le Hawaii si spostò dalla Dorsale del Pacifico Orientale alla sua attuale collocazione 6.000 km ad ovest, portando con sé antichi monti sottomarini. Quando gli scienziati indagarono su una serie di terremoti al largo delle Hawaii nel 1970, scoprirono che il Loihi era un membro attivo della catena sottomarina Hawaii-Emperor. Il modello delle età dei crateri sulla sommità del Loihi conferma che il vulcanismo presso il Loihi si è andato spostando lentamente verso est mentre il Loihi stesso si allontana dalle sue origini sopra il punto caldo delle Hawaii.

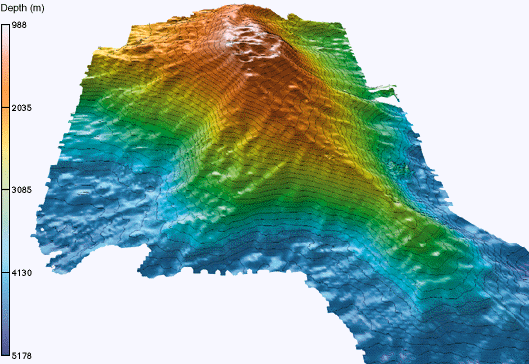
Versione tridimensionale del monte sottomarino

Il Loihi si eleva a più di 3.000 m dal fondo oceanico, ma la sua cima è ancora 975 m al di sotto della superficie oceanica. Il Loihi sorge sul fondo marino con una pendenza di circa cinque gradi. La sua base settentrionale sul fianco del Mauna Loa è 1.900 m al di sotto del livello del mare, ma la sua base meridionale raggiunge un più consistente valore di 4.755 m sotto la superficie. Così, la sommità è 931 m al di sopra del fondo marino se misurata dalla base del suo fianco nord, ma è alta 3.786 m quando è misurata dalla base del suo fianco meridionale.
Il Loihi sta seguendo il modello di sviluppo che è caratteristico di tutti i vulcani hawaiani. Le prove geochimiche delle lave del Loihi indicano che il Loihi è in transizione tra lo stadio di vulcano prescudo e quello di vulcano a scudo, fornendo indizi preziosi sul primo sviluppo dei vulcani hawaiani. Nello stadio di prescudo, i vulcani hawaiani hanno fianchi più ripidi e un più basso livello di attività, producendo una lava basaltica alcalina. Ci si aspetta che il vulcanismo alla fine crei un'isola presso il Loihi. Il Loihi sperimenta frequenti frane; la crescita del vulcano ha destabilizzato i suoi pendii, ed estese aree detritiche occupano il ripido fronte sudorientale. Depositi simili da altri vulcani hawaiani indicano che i detriti di frana sono un importante prodotto del primo sviluppo dei vulcani hawaiani. Si prevede che il Loihi s'innalzerà sopra la superficie in un periodo da 10.000 a 100.000 anni.

### Età e crescita
Per determinare l'età dei campioni di roccia del Loihi fu utilizzata la datazione radiometrica. Il Centro delle Hawaii per la Vulcanologia esaminò campioni recuperati da varie spedizioni, in particolare la spedizione del 1978, che fornì 17 campioni di dragaggio. Si scoprì che la maggior parte dei campioni erano di origine antica; la roccia più vecchia datata ha intorno a 300.000 anni. In seguito all'evento del 1996, furono raccolte anche alcune giovani brecce. Sulla base dei campioni, gli scienziati stimano che il Loihi ha circa 400.000 anni. Alcuni campioni raccolti dalla sezione orientale più giovane (dove c'è l'attività vulcanica) sono stati datati in modo non attendibile come aventi un'età tra 4.000 e 21.000 anni. La roccia si accumula ad un tasso medio di 3,5 mm all'anno vicino alla base, e di 7,8 mm vicino alla sommità. Se il modello ricavato dai dati di altri vulcani come il Kīlauea si mantiene vero per il Loihi, il 40% della massa del vulcano si formò negli ultimi 100.000 anni. Assumendo un tasso di crescita lineare, il Loihi ha 250.000 anni. Tuttavia, come con tutti i vulcani di punto caldo, il livello di attività del Loihi è aumentato con il tempo; perciò ci vorrebbero almeno 400.000 anni perché un tale vulcano raggiunga la massa del Loihi. Poiché i vulcani hawaiani si spostano verso nordovest ad un ritmo di circa 10 cm all'anno, il Loihi era 40 km a sudest della sua attuale posizione all'epoca della sua eruzione iniziale.

## Attività
Il Loihi è un vulcano giovane e abbastanza attivo, sebbene meno del vicino Kīlauea. Nei decenni passati, parecchi sciami sismici sono stati attribuiti al Loihi, i più grandi dei quali sono riepilogati nella tabella successiva. Ora si sa che l'attività del vulcano è antecedente alla tenuta di registrazioni scientifiche dell'attività stessa, che incominciò nel 1959. La maggior parte degli sciami sismici presso il Loihi sono durati meno di due giorni; le due eccezioni sono il terremoto del 1991–92, che durò parecchi mesi, e l'evento del 1996, che fu più breve ma più pronunciato. Entrambi i terremoti seguirono un modello di attività che iniziava sul fianco e migrava verso la sommità. L'evento del 1996 fu osservato direttamente da un osservatorio del fondo oceanico (OFO) di tipo autonomo, permettendo agli scienziati di calcolare la velocità dei terremoti da 6 a 8 km sotto la sommità, approssimandosi alla posizione della camera magmatica del Loihi, estremamente poco profonda. Questa è la prova che la sismicità del Loihi è di origine vulcanica.
L'attività sismica di basso livello documentata sul Loihi dal 1959 ha mostrato che sulla sommità sono rintracciabili tra due e dieci terremoti al mese. I dati sugli sciami sismici sono stati usati per analizzare quanto bene le rocce del Loihi propaghino le onde sismiche e per indagare la relazione fra terremoti ed eruzioni. Quest'attività di basso livello è costellata periodicamente di grandi sciami di terremoti, ogni sciame comprendendo fino a migliaia di terremoti. La maggioranza dei terremoti non sono distribuiti vicino alla sommità, anche se seguono un orientamento nord-sud. Piuttosto, la maggior parte dei terremoti avvengono nella porzione sudoovest del Loihi. I più grandi sciami registrati ebbero luogo sul Loihi nel 1971, 1972, 1975, 1991–92 e 1996. La stazione sismica più vicina è a circa 30 km dal Loihi, sulla costa sud dell'Isola di Hawaii. Si registrano spesso eventi sismici che hanno una magnitudo inferiore a 2, ma la loro localizzazione non può essere determinata precisamente come può esserlo per eventi maggiori. In realtà lo HUGO (Hawaii Undersea Geological Observatory, l'"Osservatorio Geologico Sottomarino delle Hawaii"), posizionato sul fianco del Loihi, rilevò dieci volte altrettanti terremoti mentre venivano registrati dalla rete sismica dello Hawaiian Volcano Observatory (HVO, l'"Osservatorio dei Vulcani Hawaiani").

### Sciame sismico del 1996
| Eventi principali | Eventi principali |
| Anno/i | Riepilogo |
| --- | --- |
| 1996 | Prove di eruzione all'inizio del 1996, e ampio, ben documentato, siame sismico in estate. Iniziato il 25 febbraio 1996 e durato fino al 9 agosto 1996.                                   |
| 1991 | Un osservatorio del fondo marino (OFO) posizionato sul monte sottomarino per tracciare un recente sciame sismico raccolse prove di deflazione, probabilmente dovuta al ritiro del magma. |
| 1986 | Possibile eruzione, avvenuta il 20 settembre 1986 (un solo giorno). |
| 1984–85 | Nove eventi di magnitudo 3 o superiore, che misuravano da 3.0 a 4.2, furono registrati dall'11 novembre 1984 al 21 gennaio 1985. Eruzione possible, ma incerta.                          |
| 1975 | Rilevante sciame sismico dal 24 agosto 1975 al novembre 1975. |
| 1971–72 | Possibile eruzione dal 17 settembre 1971 al settembre 1972. Eruzione incerta. |
| 1952 | Uno sciame sismico sul Loihi nel 1952 fu l'evento che attirò per la prima volta l'attenzione sul vulcano, precedentemente ritenuto estinto.                                              |
| 50 a.C. ± 1000 | Confermata antica eruzione. |
| 5050 a.C. ± 1000 | Confermata antica eruzione. |
| 7050 a.C. ± 1000 | Confermata antica eruzione, molto probabilmente sul fianco est. |
| Questa tabella include nell'indice solo le possibili eruzioni vulcaniche e gli eventi principali. Il Loihi è stato anche il luogo di molteplici sciami sismici che avvenivano su base quasi semiannuale. | |

Il più grande volume di attività registrato per il Monte Loihi fu uno sciame di 4.070 terremoti fra il 16 luglio ed il 9 agosto 1996. Questa serie di terremoti fu la più grande registrata fino ad oggi per qualsiasi vulcano hawaiano sia in volume che in intensità. La maggior parte dei terremoti aveva magnitudo di momento inferiore a 3.0. "Parecchie centinaia" avevano una magnitudo maggiore di 3.0, inclusi più di 40 maggiori di 4.0 e un tremore di 5.0.
Le due ultime settimane dello sciame sismico furono osservate da una crociera di risposta rapida lanciata nell'agosto 1996. La National Science Foundation finanziò una spedizione di scienziati dell'Università delle Hawaii, guidata da Frederick Duennebier, che cominciò ad indagare lo sciame e la sua origine nell'agosto 1996. La valutazione degli scienziati pose le basi per molte delle spedizioni che seguirono. Ebbero luogo spedizioni di controllo sul Loihi, comprese una serie di immersioni con sommergibili con equipaggio ad agosto e settembre.
Queste furono integrate da una grande quantità di ricerche condotte sulla costa. La roccia fresca raccolta durante la spedizione rivelò che un'eruzione era avvenuta "prima" dello sciame sismico.
Le immersioni in sommergibile ad agosto furono seguite nel settembre ed ottobre 1996 da ricerche finanziate dalla NOAA. Questi studi più dettagliati mostrarono che la porzione meridionale della sommità del Loihi era crollata, un risultato di uno sciame di terremoti e del rapido ritiro del magma dal vulcano. Un cratere di 1 km di ampiezza e di 300 m di profondità si formò dai detriti. L'evento implicò il movimento di 100 milioni di metri cubi di materiale vulcanica. Una regione da 10 a 13 km² della sommità fu alterata e popolata da blocchi di lava a cuscino grossi come autobus, precariamente appoggiati in bilico lungo il bordo esterno del cratere appena formato. Pele's Vents (le "Bocche di Pele"), un'area sul lato meridionale, precedentemente considerata stabile, crollò completamente in una gigantesca una fossa, rinominata Pele's Pit (la "Fossa di Pele"). L'acqua di mare si riversò nella fossa appena nata sul lato settentrionale del vulcano, mescolandosi con minerali sciolti e materia batterica prima di fluire oltre il margine occidentale del Loihi. La forte corrente risultante rese rischiose le immersioni con i sommergibili nella regione.
I ricercatori venivano continuamente a contatto con nuvole di solfuri e di solfati. L'improvviso crollo di Pele's Vents causò un grande rilascio di materiale idrotermale. La presenza di certi minerali indicatori nel miscuglio suggeriva che le temperature superavano i 250 °C, un record per un vulcano sottomarino. La composizione dei materiali era simile a quella delle fumarole nere, i pennacchi delle bocche idrotermali localizzate lungo le dorsali oceaniche. I campioni dei cumuli costruiti dai rilasci dei pennacchi idrotermali assomigliavano a fumarole bianche.
Gli studi dimostrarono che l'area vulcanicamente e idrotermalmente più attiva era lungo il rift meridionale. Le immersioni sul bordo settentrionale meno attivo indicavano che il terreno era più stabile là, e le alte colonne di lava erano ancora in posizione eretta. Un nuovo campo di sorgenti idrotermali (Naha Vents, le "Bocche di Naha") era localizzato nella zona di rift sud superiore, ad una profondità di 1.325 m.

### Attività recente
Il Loihi è rimasto in gran parte tranquillo dall'evento dal 1996; nessuna attività fu registrata dal 2002 al 2004. Il rilievo sottomarino mostrò di nuovo segni di vita nel 2005 generando un terremoto più grande di qualsiasi altro là precedentemente registrato. Lo USGS-ANSS (Advanced National Seismic System, "Sistema Sismico Nazionale Avanzato") riferì due terremoti, di magnitudo 5.1 e 5.4, il 13 maggio e il 17 luglio. Entrambi originavano da una profondità di 44 km. Il 23 aprile un terremoto di magnitudo 4.3 fu registrato ad una profondità di approssimativamente 33 km. Tra il 7 dicembre 2005 e il 18 gennaio 2006, avvenne uno sciame di circa 100 terremoti, il più grande misurando 4 sulla scala della magnitudo e da 12 a 28 km di profondità. Un altro terremoto che misurava 4.7 fu registrato in seguito approssimativamente a metà strada tra il Loihi e Pāhala (sulla costa sud dell'Isola di Hawaii).

## Esplorazione

### Primi lavori
| Data                                   | Studio (la maggior parte su N/R Kaʻimikai-o-Kanaloa e con Pisces V) |
| -------------------------------------- | --- |
| 1940                                   | La prima raffigurazione del Loihi su una mappa fu sulla Survey Chart ("Carta di rilevamento") 4115, compilata dallo US Coast and Geodetic Survey nel 1940.                                                       |
| 1978                                   | Una spedizione formata per studiare l'intensa attività sismica nella regione all'epoca. I dati raccolti furono le prime solide prove del fatto che il Loihi era attivo.                                          |
| 1979                                   | Un campionamento più esteso (17 carichi di draga) da questa spedizione sembrò confermare i risultati del 1970.                                                                                                   |
| 1980                                   | Trovati estesi campi geotermali, producendo altre prove. Prima mappatura batimetrica ad alta risoluzione. |
| 1987                                   | Marcatura e studio di vari campi idrotermici |
| Agosto 1996                            | Squadra di pronto intervento si immerge per reagire all'estesa attività, guidata da Frederick Duennebier. |
| Inizio settembre 1997                  | Studi di sorgenti idrotermali (Batiza e McMurtry, capi scienziati) |
| Fine agosto 1997                       | Studi geologici di eruzioni recenti presso il Loihi (Garcia e Kadko, capi scienziati) |
| Ottobre 1997                           | Disposizione dell'HUGO (Frederick Duennebier, capo scienziato) |
| Settembre-ottobre 1998                 | Serie di immersioni da parte di molteplici gruppi di scienziati per visitare New Pit, Summit Area e HUGO. |
| Gennaio 1998                           | Nuova visita all'HUGO (Frederick Duennebier, capo scienziato) |
| Ottobre 2002                           | HUGO recuperato dal fondo del mare. |
| Ottobre 2006 Ottobre 2007 Ottobre 2008 | Prime crociere FeMO (Fe-Oxidizing Microbial Observatory, "Osservatorio Microbico Fe-Ossidante") per indagare sui microbi ferro-ossidanti presso il Loihi. Si è appreso molto sulla comunità microbica del Loihi. |
| Ottobre 2009                           | Programmata crociera FeMO, attualmente in corso di progettazione. |

La prima raffigurazione del Monte Loihi su una mappa fu sulla Survey Chart ("Carta di rilevamento") 4115, una versione batimetrica di parte delle Hawaii compilata dallo US Coast and Geodetic Survey nel 1940. All'epoca, il monte sottomarino non era notabile, essendo uno dei molti della regione. Un grande sciame sismico attirò per la prima volta l'attenzione su di esso nel 1952. Quello stesso anno, il geologo Gordon A. Macdonald ipotizzò che il rilievo sottomarino fosse un vulcano a scudo sottomarino attivo, simile ai due vulcani hawaiani attivi, Mauna Loa e Kīlauea. L'ipotesi di Macdonald collocava il monte sottomarino come il vulcano più recente della catena sottomarina Hawaii-Emperor, creato dal punto caldo delle Hawaii. Tuttavia, poiché i terremoti erano orientati est-ovest (la direzione della the direction of the faglia vulcanica) e non c'era alcun tremore vulcanico nei sismometri distanti dal rilievo sottomarino, Macdonald attribuì il terremoto al fagliamento piuttosto che ad una eruzione vulcanica.
I geologi sospettavano che il monte sottomarino potesse essere un vulcano sottomarino, ma senza prove l'idea rimase speculativa. Il vulcano era largamente ignorato dopo l'evento del 1952, e fu spesso erroneamente etichettato come una "configurazione vulcanica più antica" sui grafici successivi. Al geologo Kenneth O. Emery è attribuito di aver dato il nome al rilievo sottomarino nel 1955, descrivendo la forma lunga e stretta del vulcano come Lōʻihi, la parola hawaiana per "lungo". Nel 1978, una spedizione studiò l'intensa, ripetuta attività sismica nota come sciami sismici nella e intorno all'area del
Loihi. Anziché trovare un vecchio monte sottomarino estinto, i dati raccolti rivelarono che il Loihi era un vulcano giovane, probabilmente attivo. Le
osservazioni mostrarono che il vulcano era incrostato di flussi lavici giovani e vecchi come pure di fluidi idrotermali che fuoriuscivano attivamente.

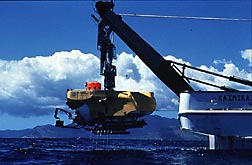
La N/R (nave di ricerca) Kaʻimikai-o-Kanaloa (KoK) che lancia il Pisces V, un sommergibile alimentato a batteria. La N/R KoK è una nave appoggio dello Hawaiʻi Undersea Research Laboratory (HURL, "Laboratorio di ricerche sottomarine delle Hawaii").

Nel 1978, una nave ricerca dello US Geological Survey raccolse campioni di dragaggio e fotografie della sommità del Loihi con l'obiettivo di studiare se il vulcano era ancora attivo. L'analisi delle foto e l'esame dei campioni di roccia lavica a cuscini sembravano mostrare che il materiale era "fresco", producendo altre prove che il Loihi era ancora attivo. Una spedizione dall'ottobre 1980 al gennaio 1981 raccolse ulteriori campioni di dragaggio e fotografie, fornendo la conferma aggiuntiva. Gli studi indicarono che le eruzioni venivano dalla parte meridionale del cratere di rift. Quest'area è vicinissima al punto caldo delle Hawaii, che rifornisce il Loihi di magma. In seguito ad un evento sismico del 1986, una rete di cinque osservatori del fondo oceanico (OFO) furono schierati sul Loihi per un mese. La frequente sismicità del Loihi lo rende un candidato ideale per lo studio sismico attraverso gli OFO. Nel 1987, il sommergibile DSV Alvin fu usato per rilevare il Loihi.
Un altro osservatorio autonomo fu posizionato sul Loihi nel 1991 per tracciare gli sciami sismici.

### Dal 1996 a oggi
La mole di informazioni sul Loihi viene dalle immersioni fatte in risposta all'eruzione del 1996. In un'immersione condotta quasi immediatamente dopo che fu riferito dell'attività sismica, la visibilità era grandemente ridotta da alte concentrazioni di minerali smossi e da grandi tappeti galleggianti di batteri in acqua. I batteri che si alimentavano dei nutrienti disciolti avevano già cominciato a colonizzare le nuove sorgenti idrotermali a Pele's Pit (formate dal crollo di quelle vecchie), e possono essere indicatori dei tipi di materiali eiettati dalle sorgenti appena formate. Esse furono attentamente campionate per ulteriori analisi in laboratorio. Un OFO rimase brevemente sulla sommità prima che potesse essere installata una sonda più permanente.
Una mappatura batimetrica ripetuta, basata sul sistema multibeam, fu usata per misurare i cambiamenti sulla sommità in seguito al crollo del 1996. I rilievi sulle sorgenti termali confermarono i cambiamenti dell'energia, e tra i minerali disciolti che emanavano dal Loihi. Il sommergibile Pisces V dello HURL (Hawaii Undersea Research Laboratory, "Laboratorio di Ricerche Sottomarine delle Hawaii"), immergendosi fino a 2.000 m, permise agli scienziati di campionare le acque, i microorganismi e i depositi minerali idrotermali della sorgente.

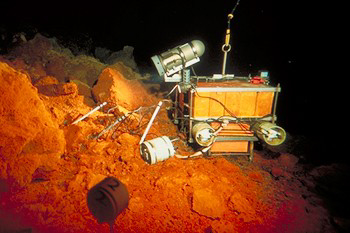
Osservatorio del fondo oceanico (OFO) presso Pele's Vents

Nel 1997, scienziati dell'Università delle Hawaii installarono un osservatorio del fondo oceanico (OFO) sulla sommità del Monte Loihi. l'osservatorio sottomarino fu soprannominato HUGO (Hawaii Undersea Geological Observatory, "Osservatorio Geologico Sottomarino delle Hawaii"). HUGO era collegato alla riva, a 34 km di distanza, mediante un cavo in fibra ottica. Esso fornì agli scienziati dati sismici, chimici e visivi in tempo reale sullo stato del Loihi, che ormai era diventato un laboratorio internazionale per lo studio del vulcanismo sottomarino. Il cavo che forniva energia e comunicazioni ad HUGO si ruppe nell'ottobre 1998, di fatto spegnendolo. Il 19 gennaio dell'anno seguente, HUGO fu visitato da Pisces V. L'osservatorio funzionò per quattro anni prima di disattivarsi nel 2002.
Dal 2006, il Fe-Oxidizing Microbial Observatory Project (FeMO, "Progetto di Osservatorio Microbico FE-Ossidante"), finanziato dalla National Science Foundation e dal Microbial Observatory Program, ha condotto crociere al Loihi per investigare la sua microbiologia ogni ottobre. La prima crociera, sulla nave R/V Melville e che sfruttava il sommergibile JASON2, durò dal 22 settembre al 9 ottobre. Queste crociere studiano il gran numero di batteri Fe-ossidanti che hanno colonizzato il Loihi. L'esteso sistema di sorgenti del Loihi è caratterizzato da un'alta concentrazione di anidride carbonica e ferro, mentre è basso per quanto riguarda i solfuri. Queste carattereistiche creano un ambiente perfetto in cui i batteri ferro-ossidanti, chiamati BFO, possano prosperare.

## Ecologia

### Geochimica delle sorgenti idrotermali

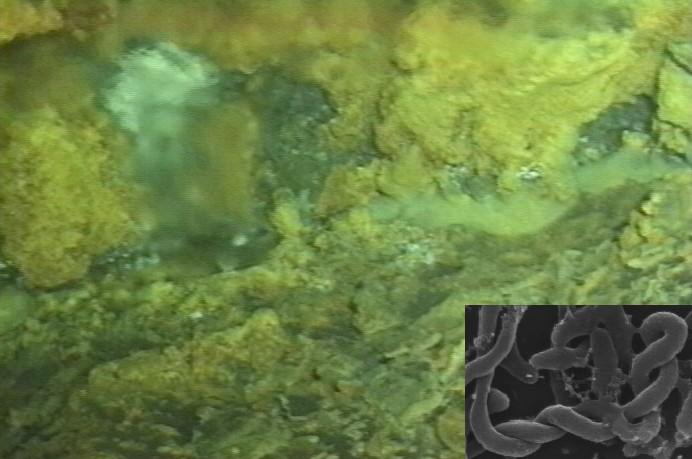
Tappeto batterico su una sorgente a 160 °C. Il riquadro mostra una microfotografia di batteri.

L'ubicazione del Loihi nel Pacifico centrale ed il suo sistema di sorgenti idrotermali ben alimentate contribuiscono ad una ricca oasi per un ecosistema microbico. Aree di estese sorgenti idrotermali si trovano sul pavimento del cratere e sul pendio nord del Loihi, e lungo la sommità stessa del vulcano. Sorgenti idrotermali attive furono scoperte per la prima volta presso il Loihi alla fine degli anni 1980. Queste sorgenti sono notevolmente simili a quelle che si trovano presso le dorsali oceaniche, con composizione simile e differenze termali. I due più importanti campi di sorgenti si trovano presso la sommità: Pele's Pit ("Fossa di Pele", formalmente chiamata Pele's Vents, cioè "Bocche di Pele") e Kapo's Vents ("Bocche di Kapo"). Prendono nome dalla divinità hawaiana Pele e da sua sorella Kapo. Queste bocche o sorgenti sono considerate "sorgenti a bassa temperatura" perché le loro acque sono solo a circa 30 °C. L'eruzione vulcanica del 1996 e la creazione di Pele's Pit cambiò questo, e iniziò le sorgenti ad alta temperatura; le temperature di uscita furono misurate a 77 °C nel 1996.
| Bocca               | Profondità | Localizzazione               | Note                     |
| ------------------- | ---------- | ---------------------------- | ------------------------ |
| Pele's              | 1.000 m    | Sommità                      | Distrutta nel 1996       |
| Kapo's              | 1.280 m    | Rift sud superiore           | Non vi è più fuoriuscita |
| Forbidden           | 1.160 m    | Pele's Pit                   | Oltre 200 °C             |
| Lohiau ("lenta")    | 1.173 m    | Pele's Pit                   | 77 °C                    |
| Pahaku ("rocciosa") | 1.196 m    | Zona di rift sud             | 17 °C                    |
| Ula ("rossa")       | 1.099 m    | Rift sud                     | Fuoriuscita diffusa      |
| Maximilian          | 1.249 m    | Versante ovest della sommità | Fuoriuscita diffusa      |
| Naha                | 1.325 m    | Rift sud                     | 23 °C                    |

### Microorganismi
Le sorgenti giacciono da 1.100 a 1.325 m sotto la superficie, e oscillano come temperatura da 10 ad oltre 200 °C. I fluidi delle sorgenti sono caratterizzati da un'alta concentrazione di CO2 (anidride carbonica) (fino a 17 mM) e Fe (ferro), ma bassa di solfuri. Bassi livelli di ossigeno e di pH sono fattori importanti per sostenere gli elevati quantitativi di Fe (ferro), uno dei tratti caratteristiche distintivi del Loihi. Queste carattereistiche lo rendono un ambiente perfetto perché i batteri ferro-ossidanti, chiamati BFeO, possano prosperarvi. La composizione dei materiali era simile a quella delle fumarole nere, che sono un habitat di archeobatteri estremofili. La dissoluzione e l'ossidazione del minerale osservata durante i due anni successivi suggerisce che il solfato non si preserva facilmente.
Una variegata comunità di tappeti micorbici circondano le sorgenti e coprono virtualmente Pele's Pit. Lo Hawaii Undersea Research Laboratory (HURL, "Laboratorio per le Ricerche Sottomarine delle Hawaii"), il Centro di Ricerca per le Hawaii e il Pacifico Occidentale del NOAA, monitora ed esamina i sistemi idrotermali e studia la comunità locale.
The National Science Foundation (NSF) finanziò una spedizione sul Loihi per il campionamento degli estremofili nel 1999. I tappeti microbici circondavano le sorgenti a 160 °C, e comprendevano un nuovo organismo simile ad una medusa. Campioni furono raccolti per essere studiati presso il Centro d'Ingegneria dei Bioprodotti Marini dell'NSF (Marine Bioproducts Engineering Center, MarBEC). Nel 2001, il Pisces V raccolse campioni degli organismi e li portò in superficie per studiarli.
Il Centro per le Ricerche Sottomarine del NOAA ed il Centro d'Ingegneria dei Bioprodotti Marini dell'NSF stanno cooperando per campionare ed esaminare i batteri e gli archeobatteri locali estremofili. C'è anche una crociera del FeMO (Fe-Oxidizing Microbial Observatory, "Osservatorio Microbico Ferro-Ossidante") pianificata per ottobre 2009.

### Macroorganismi
La vita marina che abita le acque intorno al Loihi non è diversa come la vita presso altri, meno attivi, rilievi sottomarini. I pesci che si è trovato vivono vicino al Loihi includono il pesce scimmia di Celebes (Sladenia remiger), e membri della famiglia delle anguille dalle branchie basse, Synaphobranchidae. Gli invertebrati identificati nell'area comprendono due specie include two species endemiche delle sorgenti idrotermali, un gamberetto bresilide (Opaepele loihi) della famiglia Alvinocarididae (descritta nel 1995), e un verme tubolare o pogonoforo. Le immersioni condotte dopo gli sciami sismici del 1996no furono in grado di trovare né il gamberetto né il verme, e non si sa se vi sono effetti duraturi su queste specie.
Dal 1982 al 1992, le immersioni nei sommergibili dello Hawaii Undersea Research Laboratory schierati vicino all'Atollo Johnston e al Monte Cross fotografarono i pesci del Monte Loihi, dell'Atollo Johnston e del Monte Cross a profondità tra 40 e 2.000 m. Un piccolo numero di specie identificate presso il Loihi erano avvistamenti da poco registrati nelle Hawaii, compreso il pesce bara (Chaunax fimbriatus), ed il pesce scimmia di Celebes.